# Abreus
Abreus est une ville et une municipalité de Cuba dans la province de Cienfuegos.

## Géographie

### Situation
La municipalité d'Abreus est à l'ouest du centre de l'île de Cuba, vers le sud-ouest de la province de Cienfuegos, sur la côte de la mer des Caraïbes. La ville est à 218 km est-sud-est de La Havane et 25 km nord-ouest de sa capitale de province Cienfuegos.

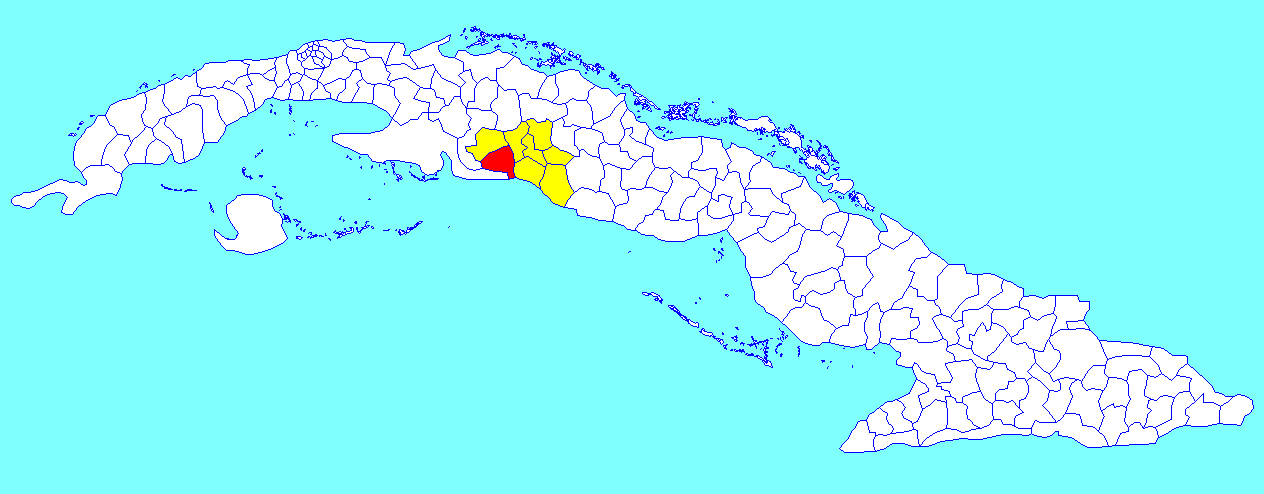
Municipalité de Abreus dans la province de Cienfuegos

### Divisions administratives
La municipalité comprend sept consejos populares :
- Abreus
- Constancia
- Charcas
- Juraguá
- Cieneguitas
- Yaguaramas
- Horquita

## Population
En 2022 la population de la municipalité est estimée à 30 277 habitants. Pour une surface de 579,1 km2, la densité est de 52,28 habitants/km².

## Personnalités nées à Abreus
- Yoan Moncada, joueur de baseball, né en 1985